# Debreczeni Márton

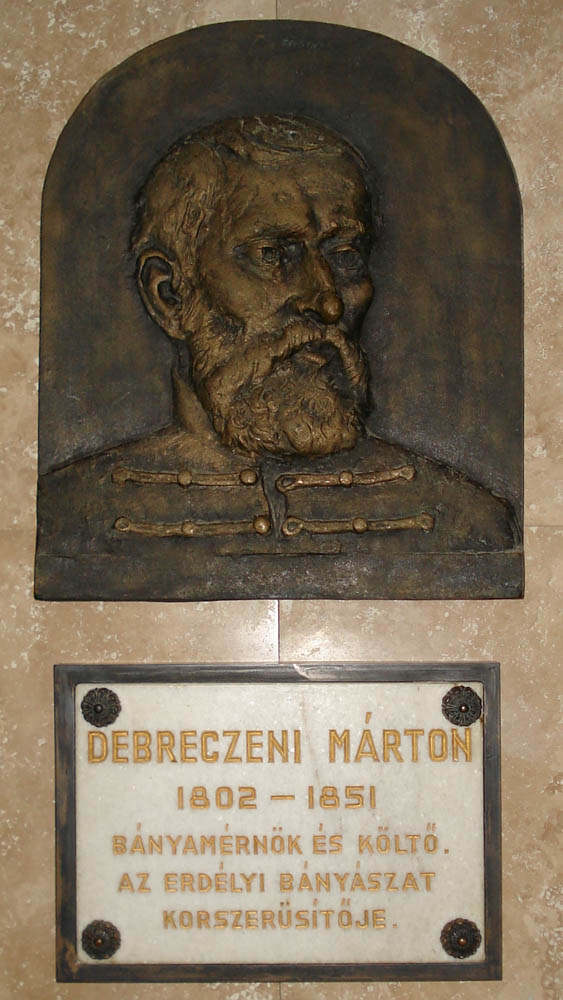
Domborműve a róla elnevezett szakközépiskolában, Miskolc-Perecesen

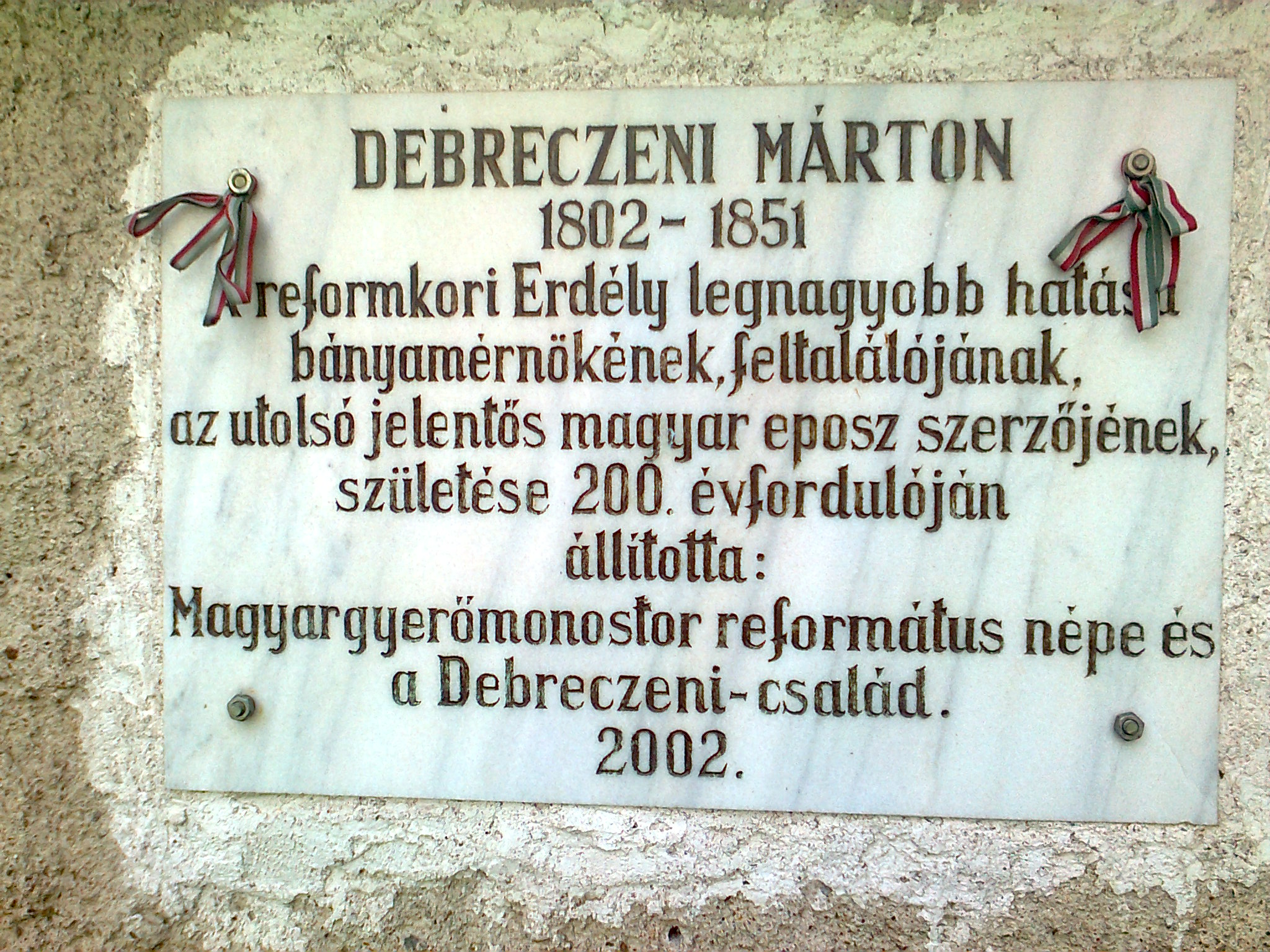
Emléktábla szülőfaluja reformátos templomkertjében

Debreczeni Márton (Magyargyerőmonostor, 1802. január 25. – Kolozsvár, 1851. február 18.) a pénzügyminisztérium bányászati igazgatója, költő.

## Élete
Debreczeni János fazekas és Lőrinczi Erzsébet fia volt. Falusi iskolába járt (1809–1813) és a falusi gyermekekkel együtt játszott vagy járt harangozni (a harangkötél le is szakította egyik ujját). Atyja mesterségéhez nem volt kedve, sokat olvasott, de azért itt végezte volna tudományos készülődését, ha egy falujabeli nagyobb diák, Ignácz Márton magával nem viszi 1814 elején Kolozsvárra a református kollégiumba, ahol 1819-ig barátja vezetése alatt a latin osztályokat, 1823-ig a bölcseleti, jogi és hittani évfolyamokat is végezte. Szabad idejét a klasszikusok (Ovidius, Horatius, Vergilius) olvasásával töltötte; ezek mellett a zenének is nagy kedvelője volt, a hegedűn és erdei kürtön is jól játszott. Magántanítással tartva fenn magát, egy évet kénytelen volt növendékével falun tölteni és magántanulás után tett jeles vizsgálatot; különösen Anakreónt elemezte nagy könnyűséggel. Az alsó osztályok görög nyelv tanítójának választották meg.
Utolsó iskolaévében Désaknán ünnepelvén, az ottani bányásztisztek buzdításai nyomán ezen a területen folytatta tanulmányait; megtakarított pénzét egyik pártfogója kétszáz forintra egészítette ki és ezzel Méhes Sámuel ajánlatára útját Bukovinán át vette. Itt Fundamoldovi faluban a Mancz-féle vas-rézbányáknál új ásványerek keresésében három hónapot töltött és első talált olyat, melyet aztán nevére kereszteltek, és a bányatulajdonos késznek nyilatkozott akadémiai költségeit is viselni, feltéve, hogy nála áll szolgálatba; de ezt Debreczeni nem fogadta el és folytatta útját. 1823. november 8-án Selmecre érkezett, ahol tanulmányait elvégezte, mire 1825-ben bányagyakornokká, később radnai napdíjas olvasztómesterré nevezték ki, egyúttal elvégezte 1826-ban az összes bányatudományokat. 1827 elején a csertési kohótisztségnél kémlőhelyettessé, 1829 végén a szalatnai kiadóhivatalnál ellenőrré, 1833-ban ugyanott kohónaggyá és igazgatósági ülnökké, 1839-ben bánya-, kohó- és uradalmi igazgatóvá, 1840-ben az erdélyi királyi kincstárnál bányászügyi ideiglenes előadóvá, majd 1842-ben ugyanott tanácsossá nevezték ki. Tudományos és adminisztratív lángeszének sikerei következtében a kormány részéről azon elismerésben részesült, hogy kisebb kitüntetéseken kivül az 1842. évi erdélyi országgyűlés nemességre ajánlotta.
1848-ban az erdélyi országgyűlés az unió-bizottmány egyik tagjává választotta és ekkor Pestre ment, ahol augusztus 22-én a magyar pénzügyminisztériumhoz tanácsosnak neveztetett ki; kevéssel azután a bányaügyek igazgatására ismét leküldetett. A katasztrófa után Kolozsváron volt, ahol perbe fogták, s purificatióra utasíttatván, fizetése felfüggesztetett; nejével és hat gyermekével nyomorban tengődött, melyet másoknak, különösen barátja Mikó Imre grófnak csak óvatosan nyújtott segélye enyhített. Egyetlen vigasza volt a tudomány, természeti és vegytani kísérletek, földtani kutatások, új találmányok előállítása és erélyesen folytatott szakbeli munkássága. De vegytani munkálatai folyamán rég megmérgezett teste a gond és bú súlya alatt végül összeroskadt.
Tisztázási oklevele már csak halála után érkezett boldogtalan családja kezébe. Az erdélyi bányászat igen sokat köszönhet neki, számos javítást és újítást hozott létre. A kohóknál felhalmozott salakot ő próbálta meg először kéngyártásra, általa létesült a vasgálickészítés is a zalatnai főkohónál, mellyel új hazai kereskedelmi cikket léptetett életbe, az arany és ezüstnek fekete rézből kifejtése körül ő tette a legelső szerencsés kísérletet, az Erdélyben és külföldön is használatba vett csigafúvó, mely a mellett, hogy egyenlő fúvással az olvasztási kezelésre igen kedvező hatású és a más nemű fúvóhoz képest csaknem félannyi erőt kíván, az ő találmánya, valamint a zalatnai kohóknál levő gőzmozdony is.

## Munkái
- Anakreoni dalaiból az Auróra (1825) adott ki egyet. A hajó allegóriai költeménye pedig az Aglájában (Kolozsvár, 1831) jelent meg, mely tőle néhány apróbb költeményt is közölt (1829–31.). Hőskölteményét radnai tartózkodása alatt írta; gróf Mikó Imre a megholtnak írott hagyományait átvizsgálván, felfedezte a sajtó alá nem egyengetett részeket is, melyeket összeállított és a költő családjának javára kiadott:
- A kióvi csata, hősköltemény. Pest, 1854. a költő arczképével és életrajzával. (A 15. és 16. rész már csak tervrajzban van.)
- Magyarországra Jókai Mór hozta Erdélyből visszatértekor 1853-ban első hírét a becses leleményének és mutatványokat is adott a Délibábban 1853. II. 3. 11. 12. sz. Ism. Hetilap (Kolozsvár, 1854. 96. 97. sz.) P. Napló (1854. 204. sz. 1855. I. 66. sz. Kazinczy Gábor.) Erdélyi Figyelő (1879.)
- Kiadatlan költeményét: Kazinczyhoz 1818. Kazinczy Gábor utóiratával a P. Napló (1855. I. 66. sz.) után a Figyelő (I. 1876.) hozta. Földtani cikkei u. m. Erzlagerstätten von Nagyág, Molasse von Nagyág és Trachit von Nagyág a Jahrbuch d. k. k. geol. Reichs-Anstalt c. kiadványban (VIII. k.) jelentek meg.
- Egyéb számos műtani, kész és töredékes munkáiról, milyenek: Német–magyar bányászszótár, Soda-Fabrication, Metallurgische Pneumatik (kész művek), A kohótan alapvonásai, A bányászati tudományok rendszere, A bányászatról általában, A szobafűtés körüli favesztegetésről, német dolgozásairól, találmányairól bővebben irt Mikó Imre gróf Debreczeni életrajzában.
- Arcképe kőnyomatban munkája mellett Bauer V. rajza után Reiffenstein által nyomtatva Bécsben (1854.) és a M. Orv.- és Természetvizsgálók Munkálataiban (X. 1865.) kőnyomatban Rohn és Grundnál 1865-ben Pesten jelent meg. Márványemlékét a kolozsvári temetőben barátja, Kagerbauer Antal építő emelte, aki a szükséget szenvedőt éltében is támogatta.
- Debreczeni Márton költői művei, 1-2.; kiad., bev. Széchy Károly; Erdélyi Irodalmi Társaság, Bp., 1903